# Draupadi

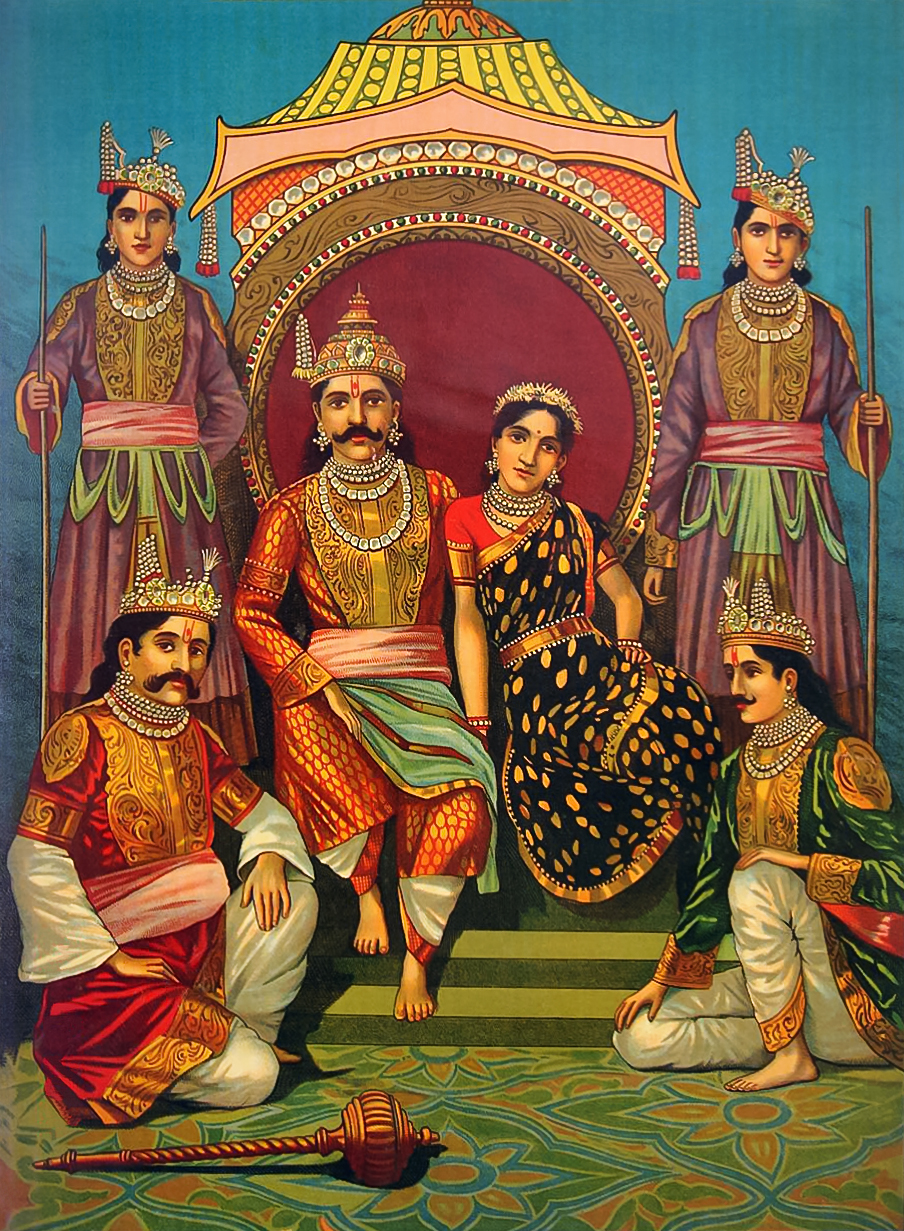
Draupadi och hennes fem äkta män.

Draupadi även kallad Krishnā, Panchali och Yajñaseni, var en hinduisk prinsessa, den kvinnliga huvudpersonen i hindueposet Mahabharata och hustru till fem Pandavabröder: Yudhishthira, Bhima, Arjuna, Nakula och Sahadeva. 
Hon är känd för sin skönhet, mod och polyandriska äktenskap.
När sönerna hos familjen Pandavas friade till Draupadi lät hennes far utlysa en bågskyttetävling för att pröva dem. Arjuna vann, men han uppmanades av sin mor, som inte visste vad priset var, att dela med sig av vinsten varpå Draupadi blev hustru åt alla bröderna.